# Magnolia poasana
Espèce
Statut de conservation UICN

 NT  : Quasi menacé
Magnolia poasana est une espèce de plantes à fleurs de la famille des Magnoliacées. C'est un arbre présent au Costa Rica et au Panama.

## Dénominations
Magnolia poasana est appelé en espagnol candilillo ou simplement magnolia au Costa Rica,.En français il est appelé magnolia de Poas. En anglais il est appelé Poas magnolia.

## Description
C'est un arbre moyen au feuillage persistant pouvant atteindre 20 m. Les feuilles simples, de formes elliptiques à oblongues, mesurent entre 10 et 20 cm. Leur marge est entière. Le sommet du limbe est acuminé alors que la base est arrondie ou cunéiforme. Le pétiole mesure entre 2,5 et 5 cm. Le dessus des feuilles est coriace et glabre tandis que le dessous est presque glauque. Les fleurs crème hermaphrodites actinomorphes. Le périanthe est composé de neuf tépales obovaux. Les trois tépales externes qui sont sépaloïdes verdâtres à l'extérieur et blanc vers l'intérieur  mesurent environ 5 cm.

## Répartition et habitat
Présente sur les contreforts de la cordillère de Talamanca et la cordillère Centrale, M. poasana pousse généralement entre 1 800 et 2 550 m. On la trouve depuis la province d'Alajuela au Nord jusqu'à celle de Cartago et celle de San José (particulièrement présente sur les volcans de Poás et Barva). M. poasana se trouve plus souvent sur des sols d'origine alluviale ou volcanique, dans des climats où la température est comprise entre 4 et 25 °C; où les précipitations sont comprises entre 2000 et 3000 mm par an.